# Жуана Метрасс
Жуана Метрасс (порт. Joana Metrass, нар. 11 січня 1988, Лісабон, Португалія) — португальська акторка.

## Вибіркова фільмографія
- Ми помираємо молодими (2018)
- І час минає (2011)